# Świątniki Wielkie
Świątniki Wielkie – wieś w Polsce, położona w województwie wielkopolskim, w powiecie gnieźnieńskim, w gminie Mieleszyn.
Wieś duchowna, własność arcybiskupstwa gnieźnieńskiego, pod koniec XVI wieku leżała w powiecie gnieźnieńskim województwa kaliskiego. W latach 1975–1998 miejscowość administracyjnie należała do województwa poznańskiego.